# Corte Penal Internacional
La Corte Penal Internacional (CPI) o Tribunal Penal Internacional (TPI) es un tribunal de justicia internacional que se rige por el Estatuto de Roma. De carácter permanente, su misión es juzgar a las personas acusadas de cometer crímenes de genocidio, guerra, agresión y lesa humanidad. Es importante no confundirla con la Corte o Tribunal Internacional de Justicia, órgano judicial de Naciones Unidas, que juzga los litigios entre Estados.
Tiene su sede en la ciudad de La Haya (Países Bajos). Los idiomas oficiales del organismo son el árabe, el chino, el español, el francés, el inglés y el ruso.

## Historia
Los fundamentos políticos y doctrinales tras el establecimiento de un tribunal internacional para el enjuiciamiento de crímenes son de largo recorrido en Occidente. Ya en 1919, una vez terminada la Primera Guerra Mundial, los países victoriosos quisieron juzgar al káiser Guillermo II de Alemania por el crimen de agresión, pero nunca se llegó a un acuerdo sobre la materia. Su fundamento original más directo se encuentra en los tribunales internacionales establecidos en Núremberg y Tokio para juzgar a los criminales de guerra de Alemania y Japón por los delitos cometidos durante la Segunda Guerra Mundial. Pese a que el primero de estos ha sido objeto de graves críticas —tanto por castigar penalmente a personas jurídicas como las S.S. o la Gestapo, o por no aplicar principios de temporalidad y territorialidad de los delitos— fueron en conjunto considerados un gran avance en materia de justicia internacional. Posteriormente, en los albores de la Organización de las Naciones Unidas, el Consejo de Seguridad recomendó a un panel de expertos que se explorase la posibilidad de establecer una corte permanente de justicia en materia criminal, similar o complementario a su principal órgano judicial, la Corte Internacional de Justicia. Sin embargo, después de largos debates académicos y políticos, la idea no prosperó hasta los graves acontecimientos del genocidio yugoslavo (1991-1995) y ruandés (1994).En parte por estos trágicos hechos, y por el desarrollo alcanzado por el derecho internacional de los derechos humanos y por el derecho penal internacional, se celebró en la ciudad de Roma una Conferencia Diplomática de plenipotenciarios de las Naciones Unidas sobre el establecimiento de una Corte Penal Internacional, en cuya acta final, suscrita el día 17 de julio de 1998, se estableció la Corte Penal Internacional. Se trata así del primer organismo judicial internacional de carácter permanente encargado de perseguir y condenar los más graves crímenes, cometidos por individuos, en contra del derecho internacional.

 Conscientes de que todos los pueblos están unidos por estrechos lazos y sus culturas configuran un patrimonio común y observando con preocupación que este delicado mosaico puede romperse en cualquier momento,
 Teniendo presente que, en este siglo, millones de niños, mujeres y hombres han sido víctimas de atrocidades que desafían la imaginación y conmueven profundamente la conciencia de la humanidad,
 Reconociendo que esos graves crímenes constituyen una amenaza para la paz, la seguridad y el bienestar de la humanidad,
 Afirmando que los crímenes más graves de trascendencia para la comunidad internacional en su conjunto no deben quedar sin castigo y que, a tal fin, hay que adoptar medidas en el plano nacional e intensificar la cooperación internacional para asegurar que sean efectivamente sometidos a la acción de la justicia... 
Estatuto de Roma, Preámbulo

La Asamblea General de la ONU votó el 9 de diciembre de 1999 y de nuevo el 12 de diciembre de 2000 a favor de la CPI.
Tras 60 ratificaciones, el Estatuto de Roma entró en vigor el 1 de julio de 2002 y se estableció formalmente la Corte Penal Internacional.
La Corte emitió sus primeras órdenes de arresto el 8 de julio de 2005, y las primeras audiencias preliminares se celebraron en 2006.

## Organización
La Corte está compuesta de cuatro (4) órganos, dos (2) oficinas semiautónomas y el Fondo para las Víctimas (The Trust Fund for Victims - TFV). Los órganos son: Presidencia, Divisiones Judiciales, Oficina del Fiscal y Secretaría.
- Presidente: Juez Tomoko Akane (Japón).
- Primer vicepresidente: Juez Rosario Salvatore Aitala (Italia).
- Segundo vicepresidente: Juez Reine Alapini-Gansou (Benín).
- 18 jueces organizados dentro de la División de Cuestiones-Preliminares, la División de Juicio y la División de Apelaciones.
- Fiscal jefe: Karim Khan (Reino Unido).
- Vicefiscal: Mame Mandiaye Niang (Senegal)
- Secretario: Osvaldo Zavala Giler (Ecuador).

Las oficinas semiautónomas son la Oficina del Abogado Público para Víctimas y la Oficina del Abogado Público para la Defensa.[cita requerida]

## Asamblea de los Estados Partes
La Asamblea de los Estados Partes (AEP) es el órgano legislativo del Tribunal Penal Internacional y está encargada de supervisar su gestión. Está compuesto por representantes de los Estados que han ratificado y adherido al Estatuto de Roma. Por principio de independencia de la Corte, y para garantizar su imparcialidad política, la Asamblea de los Estados Partes no es un órgano de la CPI. La AEP funciona, a cambio, como el brazo legislativo del Tribunal que igualmente garantiza su financiamiento. Según la Corte Penal Internacional, en su página web, 125 países han firmado el Estatuto De Roma, quedando dividido por zonas geográficas, así: países africanos, países asiáticos, Europa Oriental, Latinoamérica y el Caribe y Europa Occidental y otros países. Una de las ideas que dirigió aquella Asamblea de los Estados Partes fue convertir a la Corte en un organismo realmente internacional. Pese a las críticas que suscitaron en su momento las reglas de ratificación que no permiten reservas, se estableció un alto número de cuórum para que esta entrara en funciones (60 ratificaciones). Las ratificaciones fueron logradas en cuatro años, entrando en vigor el Estatuto el 1 de julio de 2002.

## Funcionamiento
El Tribunal funciona como un organismo autónomo de cualquier otro poder o Estado. Sin embargo, esto no obsta a que, en el cumplimiento de su deber, cuente con la colaboración de los poderes.

### Crímenes
Los crímenes que puede conocer la Corte se encuentran limitados a los señalados en el artículo 5 del Estatuto de Roma, que son:
- Genocidio (art. 6).
- Crímenes de lesa humanidad (art. 7).
- Crímenes de guerra (art. 8).
- Crimen de agresión (art. 8 bis, según Resolución 6 del 11/06/2010 de la Asamblea de Estados Parte del Estatuto de Roma).

### Principios aplicables
El funcionamiento del tribunal se rige por una serie de normas y principios que lo transforman en un tribunal especial, solo para conocer casos realmente particulares. Los principios aplicables son:
- Complementariedad: la Corte funciona solo cuando un país no juzga o no puede juzgar los hechos de competencia del tribunal.
- Nullum crime sine lege: el crimen debe estar definido al momento de la comisión y que sea competencia de la Corte.
- Nulla poena sine lege: un condenado por el Tribunal solamente puede ser penado como ordena el Estatuto.
- Irretroactividad ratione personae: nadie puede ser perseguido por la Corte por hechos o delitos cometidos con anterioridad a su entrada en vigencia.
- Responsabilidad penal individual: no serán objeto de la pretensión punitiva las personas jurídicas, salvo como hecho agravante por asociación ilícita.
- La Corte no es competente para juzgar a quienes eran menores de 18 años en el momento de comisión del presunto crimen.
- Improcedencia de cargo oficial: todos son iguales ante el Tribunal, aunque el acusado sea, por ejemplo, jefe de Estado.
- Responsabilidad por el cargo.
- Imprescriptibilidad.
- Responsabilidad por cumplimiento de cargo: no es eximente de responsabilidad penal.

### Investigación y enjuiciamiento
La investigación de los hechos que fueran constitutivos de delitos se puede iniciar por tres formas (art. 13):
- Por remisión de un Estado Parte a la Corte de una situación particular;

- Por solicitud del Consejo de Seguridad de las Naciones Unidas (donde se aplica el veto invertido)

- De oficio por el fiscal de la Corte.

Una vez que el fiscal maneje estos antecedentes, puede o archivarlos o presentar una acusación que es revisada por la Cámara de Asuntos Preliminares, que revisa los antecedentes hechos valer por el fiscal. Si es procedente se acoge la acusación que pasa a ser conocida por la Cámara de Primera Instancia, donde se realiza el juicio. Una vez absuelto o condenado, tanto el fiscal como el condenado en su caso, pueden apelar o casar ante la Cámara de Apelaciones.

### Penas y cumplimiento
Las penas que puede establecer la sentencia puede ser de prisión por un plazo no mayor de 30 años, o (por la gravedad de los crímenes) cadena perpetua, además de una multa y el decomiso de las especies que sean de propiedad del condenado (art. 77).
La pena se puede llevar a cabo en el país sede del Tribunal (Países Bajos) o en otro de acuerdo con los convenios que se puedan establecer entre la Corte y otros países.

## Relación con los Estados y Organismos Internacionales
La Corte, en virtud de las normas del Estatuto que la autorizan, podrá pactar con diferentes Estados diversas formas de cooperación, de investigación o de cumplimiento de condenas. Estos pactos suelen ser considerados complementarios al Estatuto para quienes los firman. A modo de ejemplo, el año 2005, Austria firmó un acuerdo de cooperación y de apoyo a las investigaciones que realiza la Corte.
En cuanto a las Naciones Unidas, el Estatuto en su artículo 2 señala que: la Corte estará vinculada con las Naciones Unidas por un acuerdo que deberá aprobar la Asamblea de los Estados Partes en el presente Estatuto y concluir luego el presidente de la Corte en nombre de ésta. En este sentido, es importante destacar la situación del «veto invertido», establecido en el Estatuto. Esta modificación cambia el efecto que tiene la aplicación por alguno de los países que cuentan con un asiento permanente en el Consejo de Seguridad, de su derecho a veto. Esto se traduce en que al momento de utilizar este derecho, solo tendrá el efecto de evitar que el Consejo haga aplicación del derecho que tiene a solicitar a la Corte la no iniciación o suspensión de una investigación en curso ante el Tribunal.

### El caso del artículo 98
El artículo 98 del Estatuto señala:

1. La Corte podrá negarse a dar curso a una solicitud de entrega o de asistencia en virtud de la cual el Estado requerido deba actuar en forma incompatible con las obligaciones que le imponga el derecho internacional con respecto a la inmunidad de un Estado o la inmunidad diplomática de una persona o un bien de un tercer Estado, salvo que obtenga la cooperación de ese tercer Estado para la renuncia a la inmunidad.

2. La Corte no dará curso a una solicitud de entrega en virtud de la cual el Estado requerido deba actuar en forma incompatible con las obligaciones que le imponga un acuerdo internacional conforme al cual se requiera el consentimiento del Estado que envíe para entregar a la Corte a una persona sujeta a la jurisdicción de ese Estado, a menos que ésta obtenga primero la cooperación del Estado que envíe para que dé su consentimiento a la entrega

Estas normas establecen una forma de evitar el cumplimiento de las resoluciones de la Corte cuando exista un tratado internacional que proteja al nacional de otro estado que no sea parte del Estatuto. En términos prácticos, los Estados Unidos han hecho uso de esta situación que se preveía excepcional en los casos, estableciendo tratados de cooperación con diversos países en los términos que señala el artículo antes mencionado.
A partir del año 2003, Estados Unidos decidió poner término a la ayuda militar a los países que decidieran no acceder a convenir un tratado de exclusión con base en el artículo 98. Este medio de presión, con el cual en junio de 2005 ya había logrado convenir acuerdos con cerca de 100 países, no fue aceptado por varios Estados que vieron afectados sus aportes militares por parte de los Estados Unidos. Entre estos últimos se encuentran Brasil, Costa Rica, Ecuador, Perú, Sudáfrica, Venezuela y otros países de África y América Latina.

#### La oposición del Gobierno federal de los Estados Unidos
El Gobierno federal de los Estados Unidos pugna por inmunizar del procesamiento por crímenes de guerra a ciudadanos estadounidenses. El expresidente George W. Bush rechazó firmar cualquier tratado relacionado con el tema; también retiró la firma del Estatuto de Roma.
El Gobierno federal de los Estados Unidos ha firmado acuerdos bilaterales de inmunidad (A.B.I.) con 60 países, en su mayoría países pequeños, con democracias frágiles y economías débiles entre los que se encuentran Bhután, El Salvador, India, Nepal, Colombia y Sri Lanka. (Colombia haciendo la excepción referente a la ayuda militar puesto que se encontraba de acuerdo con los Estados Unidos de América). A los países que se negaron a firmar estos tratados, el gobierno estadounidense les retiró la ayuda militar, así ocurrió con Brasil, Uruguay, Croacia, Lituania y Malaui, por nombrar algunos.
Conforme al estatuto, la CPI puede asumir la jurisdicción nacional de un país para juzgar crímenes. Estados Unidos se opone a esto. Los crímenes procesados por la CPI son crímenes de jurisdicción universal. A su vez, el estatuto de la CPI protege el principio de jurisdicción universal. Solamente procesará cuando el país del cual sea ciudadano el agresor no pueda o no deseé hacerlo.

## Principio de complementariedad
El principio de complementariedad es el mecanismo jurídico que establece la interacción del Tribunal Penal Internacional con las jurisdicciones nacionales. El Estatuto de Roma contempla en el décimo párrafo del preámbulo, así como en su artículo 1, que la Corte Penal Internacional tendrá un carácter complementario a las jurisdicciones nacionales.
Ello quiere decir que la Corte no será una jurisdicción exclusiva; así, no será el único tribunal que pueda conocer de los crímenes internacionales previstos por el Estatuto de Roma. En este sentido, el propio Estatuto contempla que serán las jurisdicciones penales nacionales las que tendrán primacía formal para conocer de dichos crímenes.

## Investigaciones

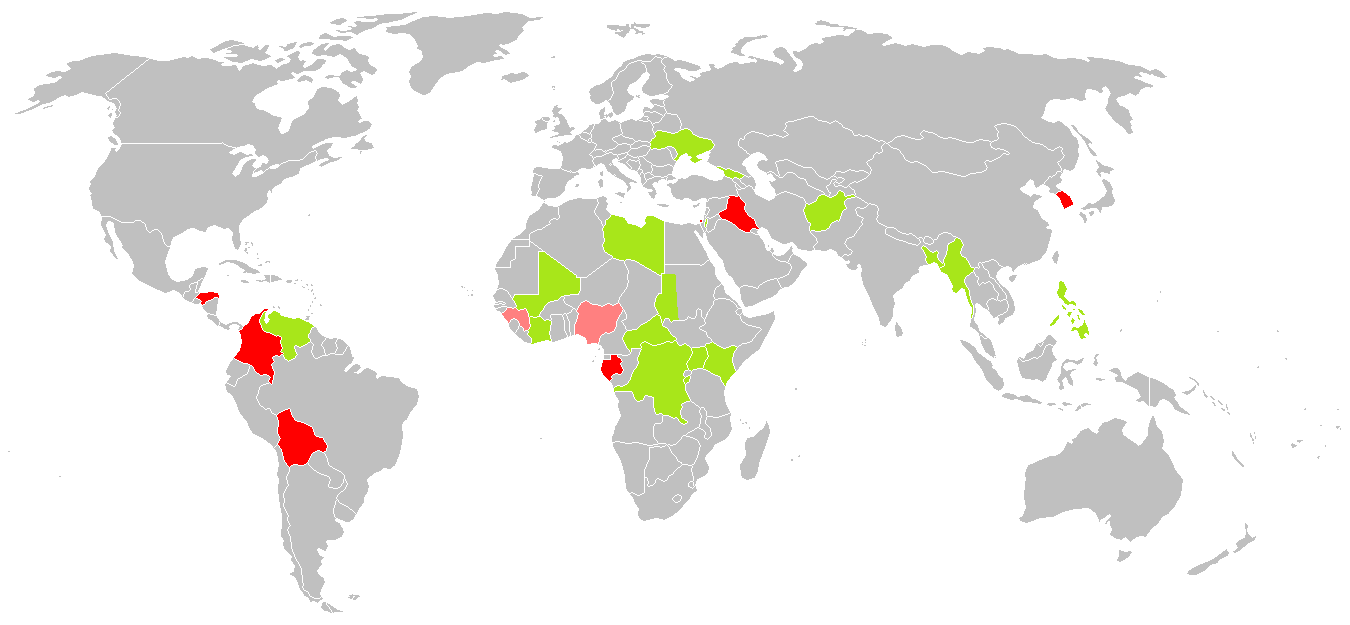
Investigaciones de la Corte Penal Internacional
Investigaciones oficiales (Afganistán, Bangladés, Myanmar, Burundi, República Centroafricana (2), Costa de Marfil, Darfur (Sudán), Filipinas, Georgia, Kenia, Libia, Malí, Palestina, República Democrática del Congo, Uganda, Ucrania y Venezuela)
Autorización para abrir investigación solicitada (ninguna actualmente)
Exámenes preliminares en curso (Guinea y Nigeria)
Exámenes preliminares cerrados (Bolivia, Colombia, Corea del Sur, Honduras, Gabón e Irak)

Investigaciones en curso (2023):

## Críticas
El Estatuto de la Corte no ha sido firmado ni ratificado, entre otros países, por Estados Unidos, Rusia, China, India, Israel, Cuba e Irak, lo que denota la política de evitar someter a organismos supranacionales los temas internacionales y de dejarlos a organizaciones intergubernamentales o, simplemente, de que no estén regulados.
El caso particular de Estados Unidos es el más polémico. El 2 de agosto de 2002, el Congreso de ese país aprobó la Ley de Protección del Personal de Servicio Estadounidense con el claro objetivo de debilitar a la Corte.[cita requerida] Esta ley prohíbe a los gobiernos y a los organismos federales, estatales y locales estadounidenses (incluidos los tribunales y los organismos encargados de hacer cumplir la ley) la asistencia al Tribunal. En consecuencia, se prohíbe la extradición de cualquier persona de los Estados Unidos a la Corte y se prohíbe a los agentes del Tribunal llevar a cabo investigaciones en los Estados Unidos.[cita requerida]
La ley también prohíbe ayuda militar de Estados Unidos a los países que son parte en la Corte. Además, se autoriza al presidente de los Estados Unidos a utilizar «todos los medios necesarios y adecuados para lograr la liberación de cualquier [personal estadounidense o aliado] detenido o encarcelado, en nombre de, o a solicitud del Tribunal Penal Internacional», lo cual representa la figura de sedición contra el derecho internacional.[cita requerida]

## Sanciones de Estados Unidos
El 20 de noviembre de 2017, la Fiscalía de la Corte solicitó autorización a los jueces preliminares para iniciar una investigación sobre supuestos abusos cometidos en la guerra de Afganistán en particular de cargos contra 44 personas por genocidio y crímenes de lesa humanidad o de guerra en relación con el conflicto armado en Afganistán desde el 1 de mayo de 2003, así como con respecto a crímenes similares relacionados al conflicto armado presuntamente cometidos en el territorio de otros Estados partes en el Estatuto de Roma desde el 1 de julio de 2002.
Desde la llegada al gobierno de Donald Trump las sanciones de su gobierno contra la Corte se intensificaron. El 17 de marzo de 2019, el secretario Mike Pompeo declaró que ha dado la orden de retirar los visados de ingreso a este país a los empleados de la Corte en reprimenda de la apertura de una investigación. La fiscal manifestó que seguirá investigando «sin miedo y sin favoritismos». Una semana después, en abril de 2019, los jueces de la CPI rechazaron investigar los abusos o crímenes cometidos en Afganistán alegando que una «investigación en este momento no serviría a los intereses de la justicia» indicó un comunicado de la CPI. Sobre esta decisión la ONG Human Rights Watch comento «es un golpe devastador para las víctimas que sufrieron graves crímenes, sin haber obtenido reparación» en un comunicado.
El 27 de septiembre de 2019, la Cámara de Apelaciones del Tribunal Penal Internacional programó una audiencia para recibir argumentos orales en las apelaciones de las víctimas y del fiscal. La audiencia se llevó a cabo en audiencia pública entre el 4 al 6 de diciembre de 2019. El 5 de marzo de 2020, por unanimidad, la corte autorizó a la fiscal general a comenzar las investigaciones sobre posibles crímenes de guerra en Afganistán. En junio de 2020, el gobierno del presidente Donald Trump firmó una orden ejecutiva autorizando sanciones económicas y restricciones de viaje contra trabajadores de la Corte directamente involucrados en la investigación. En septiembre el secretario de estado de Estados Unidos, Mike Pompeo anunció sanciones contra la fiscal general Bensouda y contra el jefe de la División de Jurisdicción, Complementación y Cooperación de la Oficina del Fiscal de la CPI, Phakiso Mochochoko, y a cualquier individuo o entidad  que apoyan a la CPI y a sus integrantes.
En 2021 el presidente Estados Unidos, Joe Biden, revocó las sanciones impuestas a la Corte Penal Internacional por su antecesor Donald Trump, por considerarlas «inapropiadas e ineficaces», aunque Biden manifestó sus discrepancias por las medidas del organismo sobre la situación en Afganistán y Palestina. El secretario de Estado, Antony Blinken, indicó que se pone fin a las «amenazas e imposición de sanciones económicas y restricciones de visado a integrantes de la Corte», en particular se levantaron las sanciones contra la fiscal Bensouda, y el jefe de división Mochochoko.